# باشگاه فوتبال گلدن استار
گلدن استار ده فور-دو-فرانس یک باشگاه فوتبال حرفه‌ای در مارتینیک است که در شهر فور-دو-فرانس بازی می‌کند. این باشگاه در مسابقات قهرمانی ملی مارتینیک بازی می‌کند.
گلدن استار اولین باشگاه خارج از کشوری بود که با پیروزی ۲-۱ خود در برابر ملون در سال ۱۹۷۴ یک بازی را در جام حذفی فرانسه برد.

## افتخارات
- مسابقات قهرمانی ملی مارتینیک: ۱۶ قهرمانی
- جام حذفی مارتینیک: ۵ قهرمانی
- لیگ آنتیل: ۳ قهرمانی